# Johan Zápolya
Johan Zápolya (ungarsk: Zápolya János eller Szapolyai János) (1487–22 juli 1540) var konge af Ungarn fra 1526 til 1540.
Johan Zápolya var en transsylvansk adelsmand, som efter osmannernes sejr og kong Ludvig 2.'s død i Slaget ved Mohács i 1526 blev valgt til konge af Ungarn med sultan Süleyman 1.'s godkendelse.

## Biografi
Johan Zápolya var søn af palatin Stefan (István) Zápolya og prinsesse Hedvig af Teschen. Han fremstod tidligt som en af lederne for den nationale opposition mod hoffet og fik i 1505 gennemført en rigsdagsbeslutning om, at der efter den regerende konges død ikke skulle vælges en udlænding til tronen. Ved hoffet var Zápolya ilde anset, og hans gentagne frierier til prinsesse Anna blev afvist. Hans udnævnelse til statholder i Transsylvanien var nærmest en forvisning. Da han der med stor strenghed undertrykte et bondeoprør, øgedes hans popularitet yderligere hos adelen, men hans stridigheder med hoffet fortsatte, og den indre splittelse gjorde osmannernes fremrykken nemmere. Beskyldningerne mod Johan Zápolya, at han med vilje skulle være kommet for sent til Slaget ved Mohács, lader dog til at være ubegrundede.
Efter osmannernes sejr og Ludvig 2.'s død i Slaget ved Mohács i 1526 blev han valgt til konge af Ungarn med sultan Süleyman 1.'s godkendelse. Som konge stod han i opposition til den habsburgske kejser Ferdinand 1., der modtog den nordlige del af Ungarn. I 1527 blev Zápolya fordrevet af Ferdinand, for dog allerede i 1529 at blive genindsat af sultanen, som symbolsk kronede ham med Stefanskronen, inden han tog den med sig. I en overenskomst i Nagyvarad i 1538 blev Ferdinand udnævnt til Zápolyas efterfølger. Men da Zápolya døde i 1540 blev han alligevel i stedet efterfulgt af sin søn med Isabella Jagiello, Johan.